# Veronica caespitosa
Veronica caespitosa är en grobladsväxtart. Veronica caespitosa ingår i släktet veronikor, och familjen grobladsväxter.

## Underarter
Arten delas in i följande underarter:
- V. c. caespitosa
- V. c. leiophylla

## Bildgalleri

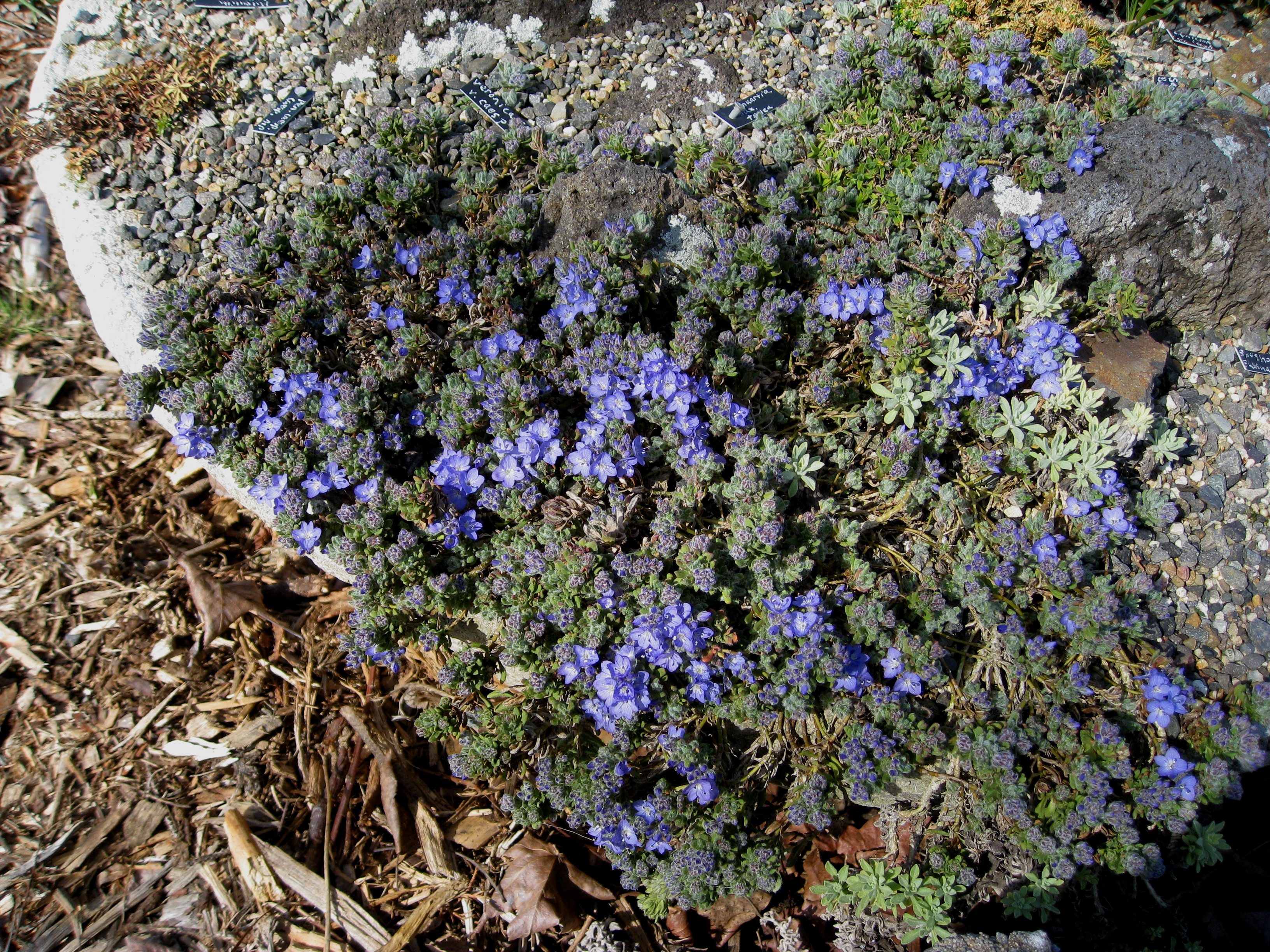
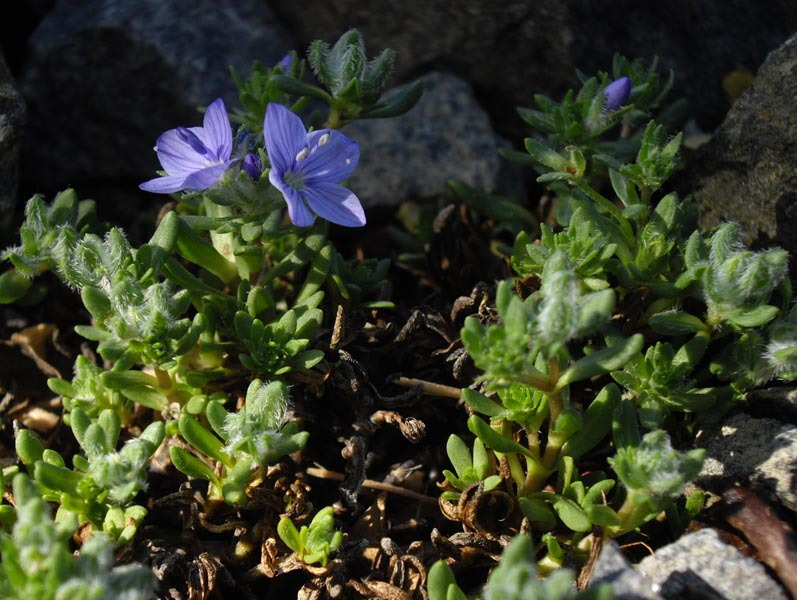